# 琉璃河地区
琉璃河地区是中国北京市房山区下辖的一个地区办事处，同时保留琉璃河镇名称，其行政事务机构实行“一套人马，两块牌子”的体制，地区办事处与镇政府合署办公。琉璃河地区与河北省涿州市东仙坡镇接壤。位于境内的琉璃河遗址是西周燕国最早的都城，现建有西周燕都遗址博物馆。该区域的金果林小区，是一处规模大，居民多的住宅小区。建成20年以来，无法办理房产证。号称中国最大的诈骗案。琉璃阳光最为当初房山区长臧长泉和其兄弟臧长水开发。最终由于违反规自委的规划许可，建了违规别墅，没有办法办理房产证多年。当初宣传买房送北京市户口，可能的确也办了些，但后来被叫停了。办了的，也都是花了钱的。

## 行政区划

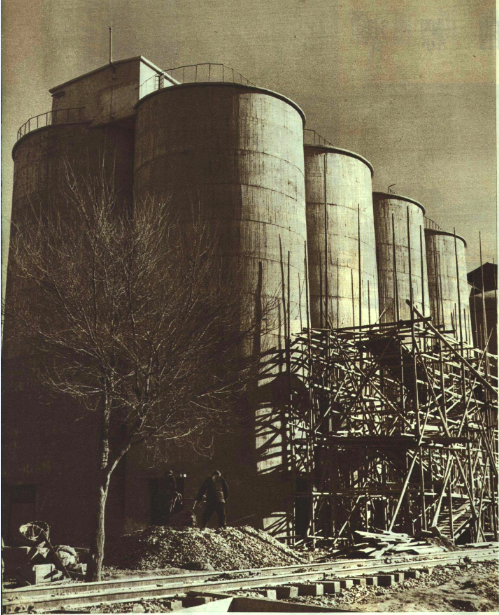
1953年琉璃河水泥厂水泥仓库

琉璃河地区共辖4个社区、47个行政村，分别是：
二街社区、窗纱厂社区、琉璃河水泥厂社区、建材工业学校社区、金果林社区、二街村、三街村、李庄村、白庄村、杨户屯村、周庄村、福兴村、平各庄村、北洛村、南洛村、古庄村、祖村、北章村、兴礼村、庄头村、立教村、董家林村、刘李店村、洄城村、黄土坡村、东南召村、西南召村、东南吕村、西南吕村、保兴庄村、路村、南白村、北白村、八间房村、薛庄村、石村、常舍村、西地村、务滋村、赵营村、任营村、万里村、肖场村、窑上村、大陶村、小陶村、官庄村、贾河村、鲍庄村、辛庄村、五间房村和韩营村。

## 交通
- 京广铁路：琉璃河站